# 氣 (印度醫學)
在印度醫學與瑜伽中，氣（prāṇa），又譯為風，或音譯作般納、普拉纳或般尼克（英語：Pranic），是一種生命能量（vital life），類似於中醫所說的氣，或氣功所說的炁。藏傳佛教也繼承這個觀念，在密宗修持與西藏醫學中有很重要的地位。修双身法之前就是要学控制气。

## 釋義
它的字根來自梵文：prā，相當於拉丁語：，意思是充滿。
《吠檀多》哲學認為，所有的生命體中，都擁有一股生命力量，被稱為氣（prāṇa），或者風。氣（prāṇa）是阿育吠陀與瑜伽的核心概念。阿育吠陀認為太陽與太陽光是氣的來源，也存在於空氣中和大地，分別稱之為空氣般那（air prana），大地般那（earth prana），以及太陽般那（sun prana）。氣或般那可以被動物及植物等各種生物所吸收。經由呼吸，氣從身體的各個大孔道，如眼、耳、鼻、口、肚臍等，以及周身的毛細孔等細微的孔道，進入人的體內，在身體中運行，再經由脈與脈輪，分配到全身所有細胞與血液，維持著人體的生命。氣不但形成了呼吸，也形成了血液，男性的精液與女性的經血皆被認為是由氣所形成的精華。印度五層身體理論中，氣形成人的第二層軀瞉。
《奧義書》擴展了氣的概念，它是物質世界的一部份，維持個人生命，也是宇宙之生命。它形成了意識、思想與心靈的源頭。但它不是靈魂，或是我（Ātman）。

## 分類

### 阿育吠陀
阿育吠陀進一步將氣（prāṇa）分成五種，它們是氣息的五種作用：
1. 入息（prāṇa），又譯為命根氣，負責心跳與呼吸。通過呼吸進入身體，再循環至全身。
2. 出息（Apāna），又譯為下行氣，由肺及排洩系統將廢物排放出去。
3. 上息（Uḍāna），又譯為上行氣，形成聲音。
4. 均等息（Samāna），又譯為平行氣，負責消化系統。
5. 周遍息（Vyāna），又譯為遍行氣，循行全身。

### 瑜伽
瑜伽將氣分為五種：
1. 跳躍投擲氣（Naga） : 對應到打嗝，代表身體的跳躍、伸展，主要是關節的活動。
2. 身體收縮氣（Kurma） : 對應到眨眼，代表身體的收縮，以及各種腺體的運作。
3. 控制饑渴氣（Devadatta） : 對應到打哈欠，代表身體的飢、渴反應。
4. 幫助呵欠氣（Krikala） : 對應到打噴嚏，代表分散到身體全身的氣。
5. 昏沈睡眠氣（Dhananjaya） : 對應到心臟瓣膜的開啟與關閉，它控制身體的睡眠和睏倦。